# Грушевская
Гру́шевская — станица в Аксайском районе Ростовской области. Административный центр Грушевского сельского поселения.

## География
Расположена в 25 км (по дорогам) севернее районного центра — города Аксай. Через станицу протекает река Тузлов.

## История
Прежде станица была хутором и состояла из казаков разных станиц и малороссов, которые в 1811 году были поверстаны в казаки. В 1747 году хутор этот назывался Грушевским станом, а в 1790 году переименован в станицу. «Станица Грушевская растянулась по над горою на протяжении почти семи вёрст и расположилась на правой стороне реки Тузлова при впадении в него с правой стороны реки Грушевки». Станица делилась на три части: Новосёловка, Грушевка, Качевань.
К 1915 году насчитывалось 914 дворов, 3444 жителя, 2 церкви, 2 министерских училища, церковно — приходская школа, паровая мельница.
Казаки сеяли ячмень, яровую пшеницу. Лён и просо вовсе не сеяли. Из овощных преобладали картофель, кукуруза, подсолнечник. Скотоводство составляло самую излюбленную отрасль хозяйства. При каждом дворе были сады малых и больших размеров. В свободное время жители подряжались возить в Новочеркасск, Ростов, Нахичевань камень, песок, жёлтую глину. Этой глиной натирали земляные полы и расход её был очень велик. Было две пасеки: у местного священника и у мещанина Глебова.
Особенно трагическими страницами истории станицы стали годы Великой Отечественной войны. Из станицы ушли защищать Родину много жителей и не вернулись с фронта 267 человек. В память о погибших земляках станичники на видном месте поставили памятник, где высечены фамилии не вернувшихся с войны. Погибшие освободители станицы Грушевской похоронены в братской могиле. За подвиги, совершённые в боях с фашистами, нашему земляку гвардии ефрейтору Дубикову Андрею Елифёровичу Указом Президиума Верховного Совета СССР от 22.07. 1944 г. присвоено звание Героя Советского Союза.

## Население
| 1915 | 1989  | 2002  | 2010  |
| ---- | ----- | ----- | ----- |
| 3444 | ↗3987 | ↗4050 | ↗4381 |

### Известные люди
- Дубиков, Андрей Елифёрович — Герой Советского Союза.
- Анисимов, Фёдор Иванович — автор Гимна Всевеликого Войска Донского, родился в станице в 1818 году.

## Экономика
В станице и хуторах работают 17 магазинов. Вдоль автомагистрали М-4 «ДОН» и при въезде в город Новочеркасск расположены комплексы дорожного сервиса. На территории станицы функционируют предприятия:
- ООО «Грушевское» — самое крупное сельхозпредприятие (ликвидировано в 2014 г.)
- КФХ «Бандурины» — лидер среди фермерских хозяйств
- ООО «Тандем-ВП»[7] — промышленное предприятие по выпуску сладкой палочки, чипсов и др.
- Мебельная фабрика «Яна»[8]
- Аэропорт «Платов»
- Завод по производству кормов для домашних животных компании MARS[9][10]
- АО "ФМ ЛОЖИСТИК РУС" - эксперт в области логистики, автоперевозок и транспортно-логистических услуг.

## Транспорт
Автобусные маршруты, на которых можно доехать в станицу: № 333 «г. Новочеркасск, Азовский рынок — ст. Грушевская» и № 155А «г. Аксай — ст. Грушевская». Через станицу проходит дорога М4 «Дон».

## Образование
На территории станицы расположены две школы: Грушевская средняя общеобразовательная школа с 241 учащимся и Грушевская основная общеобразовательная школа с 174 учащимися, а также областное государственное специальное (коррекционное) образовательное учреждение для обучающихся воспитанников с отклонениями в развитии — общеобразовательная школа-интернат 8 вида для 58 человек.
Средней общеобразовательной школе в 2003 году присвоен статус «Казачьей». Школьный краеведческий музей имеет богатейший материал по истории станицы Грушевской, Донского края. В 2013 году МОУ Грушевской СОШ исполнилось 100 лет.
Основная общеобразовательная школа заново отстроена после пожара. На базе МОУ Грушевской ООШ успешно работает и развивается военно — спортивный клуб «Россич».
Детский сад «Колосок» на 140 детских мест.

## Достопримечательности
- На улице Просвещения расположена Варваринская церковь XIX века. Построенный в 1884 году храм является центром религиозной жизни станицы. Решением облсовета от 1992 года храм занесён в перечень объектов культурного наследия местного значения.[12]. Во время Великой Отечественной войны на склоне холма, на котором стоит храм, разорвалась бомба, осколки которой повредили алтарную часть. В полуразрушенной церкви службы шли до 1975 года, пока прихожане не взялись за восстановление храма. Церковь имеет крестообразную в плане форму. Стены храма украшают декоративные карнизы по всему периметру фасада — полу циркулярные над большими боковыми окнами и остроконечные над малыми окнами колокольни. Центральный купол сделан четырёхгранным, со скошенными рёбрами. Небольшой барабан без окон и позолоченной луковицей с крестом венчает восьми скатный купол. Квадратная в плане двухскатная колокольня, завершённая конусовидной восьми скатной крышей, также увенчанной барабаном и луковицей. По слегка скошенным рёбрам колокольни имеются архитектурные украшения в виде небольших кубических надстроек, покрытых четырёхскатной золочёной кровлей с крестами наверху[13]. Церковь стоит на пригорке, а рядом находится центральная площадь с памятником воинам-односельчанам. У сельской администрации установлен памятник В. И. Ленину[13].
- Другой охраняемой государством достопримечательностью является церковь Иоанна Богослова 1900 года.[14] Объект находится в заброшенном состоянии и нуждается в срочной реставрации[15].
- К северу от станицы обнаружены 12 курганных могильников, датируемых третьим тысячелетием до нашей эры[16]